# Hatun Xauxa
Hatun Xauxa (del quechua Hatun, grande, y Xauxa, en alusión a la etnia xauxa) es un sitio arqueológico perteneciente al Horizonte Tardío, inmerso entre las construcciones que hoy en día conforman el pueblo de Sausa y sus alrededores. Cuenta con unas dimensiones aproximadas de 167 hectáreas. Es difícil estimar el verdadero alcance y magnitud de las construcciones dado que fue sistemáticamente desmantelado a lo largo de los siglos posteriores al Imperio incaico.

## Toponimia
Hatun Xauxa recibe su nombre de la palabra quechua Hatun (grande) y el etnónimo "xauxa". No obstante, en las crónicas se suelen referir a ella simplemente como "Xauxa". Con respecto a ello, se dispone de un testimonio que aparece en un documento virreinal de 1582:

"[…] antes del Inga se llamó Xauxa, y porque asentó allí algunos días, la llamó Hátun Xauxa, que quiere decir Xauxa la grande"
Testimonio del siglo XVI, recopilado por el corregidor de Jauja, Andrés Vega

El hecho del nombramiento tanto de la parcialidad Atunxauxa (la más importante de Huanca) como una "llacta" en alusión a los xauxas, además de la repetida aparición del etnónimo en crónicas y documentos virreinales, aún opacado por el término "huanca", sugiere que esta etnia tuvo una gran relevancia en tiempos precolombinos.

## Cronología

### Durante el Imperio incaico
A pesar de la creencia popular de la existencia de vestigios preincas en el emplazamiento de la ciudad, no se han encontrado evidencias que la respalden. Por ello, habría sido de autoría netamente incaica.
El ejército inca comandado por el príncipe Túpac Inca Yupanqui llegó al Mantaro en algún momento entre los años 1460 a 1470, cuando gobernaba el emperador incaico Pachacútec Inca Yupanqui, fundando la ciudad como el mayor bastión incaico de todo el valle y sus inmediaciones. 
Durante el transcurso de los años siguientes se convertiría en uno de los sitios más importantes de los Andes, como un centro administrativo, económico, cultural y ceremonial. A través de vitales tramos del camino incaico se enlazó con otras grandes localidades imperiales como Huánuco Pampa y Pumpu.  
A pesar de haberse encontrado en territorio xauxa, la llacta es comúnmente referida por su alta densidad de pobladores de etnia huanca,[cita requerida] quienes la habrían adaptado como su núcleo festivo y mercantil.

### Después de laguerra civil incaica
Las referencias sobre Hatun Xauxa durante la guerra fratricida entre Huáscar y Atahualpa son vagas. Se sabe que la población local fue partidaria del bando cuzqueño, lo cual ofuscó a las fuerzas atahualpistas que avanzaban hacia la capital incaica. Tras la captura de su líder, los remanentes atahualpistas acantonados en el Mantaro estaban comandados por el general Chalcuchímac, quienes castigaron a los huancas por su colaboración con los cusqueños. 
Cuando los hispanos avanzaron hacia el Cusco, Quizquiz, como parte de su política de tierra quemada, envió un escuadrón de 600 hombres a incendiar la ciudad, lográndolo hasta la mitad. Los primeros españoles en arribar a Hatun Xauxa llegaron en 1533, capitaneados por Pedro Martín de Moguer, ofuscando la consumación del plan atahualpista. Sin embargo, fueron emboscados por un pelotón de 20 soldados que se habían escondido en los edificios de la ciudad, por lo que solicitaron desesperadamente refuerzos. 
Para solucionar el problema, una segunda expedición (esta vez con Hernando Pizarro a la cabeza) arribó a las cercanías. Se consiguió expulsar al escuadrón atahualpista al sur. Los españoles también usaron a un noble incaico aliado para persuadir a Chalcuchímac de redirigirse a Cajamarca para discutir asuntos diplomáticos. 
Durante estas expediciones, los cronistas describieron a Hatun Xauxa con gran asombro y admiración. El espectáculo fue mayúsculo pues adicionalmente, los españoles llegaron en la época del tinkuy, consistente en masivos encuentros de carácter ceremonial y festivo típicos en la cultura andina. Las crónicas anotan que tan solo la plaza principal llegó a albergar a más de 100,000 personas, lo que abrió un intenso debate arqueológico que continúa aún en el siglo XXI; existen discrepancias acerca de si el número aplicaba para la población permanente o si se trataba de reuniones excepcionales con motivo del tinkuy. Miguel de Estete describe a la ciudad como muy ordenada y poblada: 

“El pueblo de Xauxa es grande y está en un valle muy hermoso, y es tierra templada; passa un río poderoso por la una parte del pueblo. Es abundoso de bastimentos e ganados; está hecho a manera de pueblo de España, muy junto e sus calles bien traçadas. Hay a vista del otros muchos pueblos sus subjetos, y era tanta la gente que parescio allí de la del mesmo pueblo e sus comarcas, que otra semejante en un solo pueblo no se ha visto en Indias, porque al parescer de quantos españoles lo vieron se juntaban cada día en la plaça principal mas de cient mill animas, y estaban los mercados e otras plaças e calles del mesmo pueblo tan llenos de gente, que parescia cosa de maravilla su grandissima multitud. Avía hombres que tenían cargo de contar aquella gente cada día, para saber los que venían a servir a la gente de guerra; otros tenían cargo de mirar todo lo que entraba en el dicho pueblo”
Miguel de Estete

Pedro Cieza de León da un poco más de detalles acerca de la ciudad:

"En todas estas partes había grandes aposentos de los ingas, aunque los más principales estaban en el principio del valle, en la parte que llaman Jauja, porque había un grande cercado donde estaban fuertes aposentos y muy primos de piedra, y casa de mujeres de sol, y templo muy riquísimo, y muchos depósitos llenos de todas las cosas que podían ser habidas. Sin lo cual, había grande número de plateros que labraban vasos y vasijas de plata y de oro para el servicio de los ingas y ornamentos del templo. Estaban estantes más de ocho mil indios para el servicio del templo y de los palacios de los señores. Los edificios todos eran de piedra. Lo alto de las casas y aposentos eran grandísimas vigas, y por cobertura paja larga”
Pedro Cieza de León

#### Fundación de Jauja
La tercera y última expedición española llegaría conducida por Francisco Pizarro, quien fundó la actual ciudad de Jauja en sus cercanías como parte de un proyecto para convertirla en la capital de la gobernación de Nueva Castilla. Pizarro también ordenó que la construcción de la iglesia sea ejecutada por los curacas locales. Su pronta partida truncó el proceso de nombramiento de capital. Acerca de la fundación, Pedro Sánchez de la Hoz refiere que:

“En el intermedio, para poner orden en las cosas de aquella ciudad, fundó el pueblo a nombre de S.M., y creó oficiales para la justicia de él, que fueron ochenta, y los cuarenta de ellos fueron cuarenta caballos ligeros que dejó allí de guarnición con el tesorero para que guardase también el oro de S.M.. dejándolo por su lugar teniente, y para que en todo fuese cabeza y tuviera el mando y suma del gobierno”
Pedro Sánchez de la Hoz

### Final
Hatun Xauxa sería paulatinamente abandonada. Para 1547, ya no albergaba ningún residente conforme lo atestigua el cronista Pedro Cieza de León. El pueblo de Sausa se construiría posteriormente sobre las ruinas, pero a diferencia de lo que ocurriría con ciudades como Cuzco o Yucay, las construcciones de época inca serían destruidas o severamente alteradas al punto de quedar aislados paredones, restos de caminos y el ushnu principal.

## Arquitectura
La configuración arquitectónica de Hatun Xauxa no era diferente al resto de enclaves urbanos incaicos, en el que los edificios principales se reunían alrededor de una colosal plaza principal mientras que las demás construcciones se configuraban en diversos sectores con funciones específicas. 

### Plaza y ushnu
La plaza principal de Hatun Xauxa y su extensión es un tema que ha generado abundantes estudios arqueológicos debido a la exagerada descripción de "un cuarto de legua" como su medida según las crónicas españolas.
Actualmente se estima que la plaza pudo medir 50 hectáreas, lo que daría algo de credibilidad a los relatos de los cronistas. Sin embargo, precisar su tamaño exacto se complica mucho debido a la cantidad de campos agrícolas y viviendas que la ocupan.
Sobre el ushnu, este posee unas dimensiones de aproximadamente 3 metros de altura, 32 de largo y 28 de ancho. Ha sido afectado por la construcción de una escalinata de cemento en uno de sus flancos, así como la de un monumento peruano en su cima. 

#### Hallazgos en el ushnu
En 2014 se realizaron importantes hallazgos en la cima del ushnu, incluyendo un pozo de agua.  
Los pozos de agua de los ushnus eran minúsculos estanques usados durante ceremonias y rituales religiosos. También se han encontrado en otros emplazamientos incaicos como Piedra Angosta (Mala), Vilcashuamán, Huánuco Pampa y Pumpu.
Además, se localizó un entierro humano que, de acuerdo a las evidencias registradas, se trataría de una ofrenda asociada a la fundación del sitio; mientras que en la esquina norte del ushnu se hallaron muros que exhibían restos de pintura roja que habrían formado parte de una primera etapa de construcción del edificio.

### Paredones, caminos y colcas
El resto de estructuras se presentan como elementos aislados a lo largo de Sausa. Arqueológicamente se ha confirmado la división de Hatun Xauxa en dos sectores; el norte y el sur. Esto podría ser un indicio de la clásica representación de la cosmovisión incaica sobre los conceptos de hanan y hurin (alto y bajo).
Los vestigios más relevantes son un muro con restos de hornacinas trapezoidales ubicadas en un descampado a las afueras del pueblo y un fragmento de un importante ramal del camino inca denominado como tramo Xauxa-Pachacámac.
En las alturas de las colinas circundantes se encuentran colcas circulares.

## Función
Según el cronista Pedro Sarmiento de Gamboa, en Hatun Xauxa residió un suyuyoc apu, máximas autoridades de los suyos imperiales. Estos eran las mayores divisiones territoriales del Incanato, por lo que sus gobernantes respondían casi exclusivamente ante el propio emperador Inca. 
El suyo en el que se encuadraba Hatun Xauxa era el Chinchaysuyo, la macrorregión más grande, poblada y culturalmente diversa. Sus límites se extendían desde el sur de Pasto hasta el Cuzco. Sin embargo, también era la más conflictiva, lo cual explica la colosal magnitud de la urbe del Mantaro. 
Otro cronista, Felipe Guamán Poma de Ayala, apunta a que Huáscar ejerció su dominio desde ella. Se desconoce si fue en un verdadero intento de pasar tiempo lejos del agobiante clima cusqueño y sus burocracias, o si fue como una base de operaciones durante la guerra civil incaica.

## Situación actual
El caso de Hatun Xauxa es muy similar al de Cochabamba, en Chachapoyas. Sin embargo, el relativo aislamiento de esta última ha propiciado que la destrucción y/o alteración de los restos no se haya producido a una escala tan extrema como sí ocurrió en el Mantaro. Actualmente, el pueblo peruano de Sausa se erige sobre los maltrechos cimientos de la antigua Hatun Xauxa; un recorrido por el pueblo permitirá al espectador avistar rezagos supervivientes que conforman el último testimonio monumental incaico en el lugar. 